# フリッツ・シュティードリー
フリッツ・シュティードリー（Fritz Stiedry, 1883年10月11日 ウィーン - 1968年8月8日 チューリヒ）は、オーストリアの指揮者。

## 経歴
ウィーン大学で法学を学んでいた頃、グスタフ・マーラーに楽才を見出され、1907年にその助手としてウィーン宮廷歌劇場より任命される。その後いくつか指揮者の助手を経験した後、カッセル歌劇場やベルリン・ドイツ・オペラの首席指揮者に抜擢された。
1933年にヒトラーの権力掌握への反撥からドイツを去り、1934年から1937年までレニングラード・フィルハーモニー管弦楽団の首席指揮者に就任した。ショスタコーヴィチの『交響曲第4番』の初演を任されリハーサルを行なっていたが、楽団員の抵抗もあり直前になって初演はキャンセルされた。一時期は、ショスタコーヴィチがシュティードリーにはこの曲の複雑さを捌き切れないと感じたからだ、とする説も広まったが、ソ連共産党の公式の圧力によってショスタコーヴィチが初演を撤回させられたとする見解が優勢である。
1937年にシュティードリーはレニングラードを経てアメリカ合衆国に向かう。ニューヨーク新楽友オーケストラの指揮者となり、バッハやハイドン、モーツァルトの長く忘れられてきた作品を上演し、またシェーンベルクの『室内交響曲 第2番』を初演した。1945年以降はオペラ界に復帰し、シカゴ・リリック・オペラやメトロポリタン歌劇場で指揮した。手に入るCDではメトロポリタン・オペラとのワーグナーの『ニーベルングの指環』が身近である。